# 페니실린의 역사

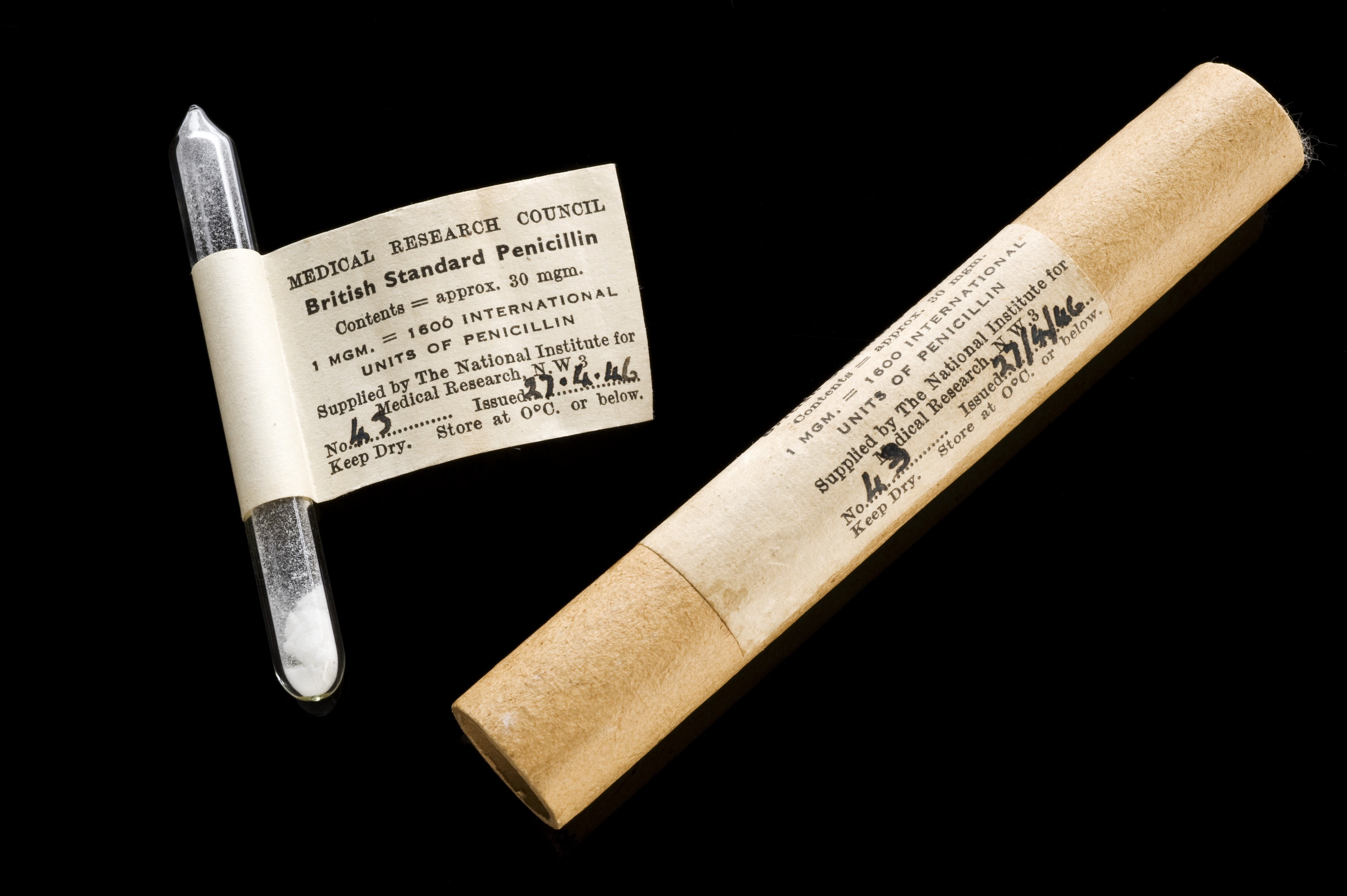
영국의 표준 페니실린 유리병

페니실린의 역사(영어: history of penicillin)는 널리 사용되는 최초의 항생제인 페니실린의 개발을 이끈 푸른곰팡이의 항생제 활성 증거를 관찰하고 발견한 데에서 시작되었다. 1942년에 비교적 순수한 화합물로 생산된 이후 페니실린은 최초의 자연 유래 항생제가 되었다.
고대 사회에서는 감염을 치료하기 위해 곰팡이를 사용했으며 이후에 많은 사람들이 곰팡이에 의한 세균의 생장 억제를 관찰했다. 스코틀랜드의 의사 알렉산더 플레밍은 1928년에 런던의 세인트 메리 병원에서 근무하던 중 푸른 곰팡이가 항균 물질을 분비한다는 사실을 최초로 실험적으로 확인하고 이를 "페니실린이라고 명명했다. 이 곰팡이는 그의 실험실에서 배양된 세균 배지의 오염 물질인 페니실리움 노타툼(현재는 페니실리움 크리소게눔(Penicillium chrysogenum)이라고 함)의 변종인 것으로 밝혀졌다. 세인트 메리 병원에서의 페니실린 연구는 1929년에 끝났다.

## 같이 보기
- 페니실린
- 알렉산더 플레밍
- 푸른곰팡이